# Edward Albee
Edward Franklin Albee [Ólbí] (12. března 1928 Washington, D.C. – 16. září 2016 Montauk, New York) byl americký dramatik. Bývá řazen k absurdnímu dramatu, ale on sám sebe považoval za realistického autora.
Narodil se ve Washingtonu, ale jako čtrnáctidenní miminko byl adoptován rodinou Albee, ti žili v New Yorku, kde podnikali v divadelnictví, vystudoval Choate School, poté Trinity College.
Za jeho dílo mu byla třikrát (v letech 1967, 1975, 1994) udělena Pulitzerova cena.

## Dílo
V krátkých, často jednoaktových hrách zobrazuje člověka v krizových situacích samoty, lhostejnosti, přetvářky a lži.
Jeho hry často vycházejí z reálné skutečnosti.
Přestože jeho dílo je velmi úspěšné, nejen u diváků, ale i u kritiky, mnoho lidí se domnívá, že plně nevyužil svůj talent a psal pouze tak, aby to stačilo.
- Stalo se v ZOO – 1958, v této hře vystupují pouze dvě postavy – Peter a Jerry. Peter je úředník ze střední třídy, který žije v nezájmu o okolní svět, zatímco Jerry je izolovaný a sklíčený muž, který má velké problémy. Tito muži se potkají na lavičce v newyorském Central Parku. Jerry zoufale potřebuje smysluplnou konverzaci s jinou lidskou bytostí. Vnutí se do konverzace s Peterem a nutí ho poslouchat svůj životní příběh a teorii, že lidský svět je jakási ZOO, kde lidé žijí odděleni svými byty. Děj je lineární, rozvíjí se před obecenstvem v reálném čase. Katalyzátor pro šokující konec se objeví, když Peter oznámí, že musí jít. Jerry se v reakci na to neuvěřitelně rozzuří. Nečekaně vytáhne na Petera nůž a zahodí ho, aby přiměl Petera ho zvednout a bránit se. Když Peter drží nůž k sebeobraně tak, že by s ním téměř nemohl ublížit, Jerry se na nůž sám napíchne. Peter je zmatený a velmi rozrušený. Jerry umírá téměř pokojně na lavičce. Hra prozkoumává témata izolovanosti, samoty, sociální nerovnost a odlidštění komerčního světa.
- Balada o smutné kavárně – dramatizace novely Carson McCullersové
- Pískoviště – 1959, krátká hra o generačních problémech.
- Smrt Bessie Smith – 1960, tato hra se opírá o skutečnou událost, kdy (v 30. letech) lékaři odmítli ošetřit smrtelně zraněnou černošskou zpěvačku.
- Americký sen – 1961
- Kdo se bojí Virginie Woolfové? – 1962. Pravděpodobně nejznámější autorova hra. Dva manželské páry vysokoškolských pedagogů stráví noc v otevřené (částečně i sexuální) komunikaci. Tento příběh byl v roce 1966 zfilmován v režii Mikea Nicholse.
- Malcolm – 1965
- Křehká rovnováha – 1966
- Všechno v zahradě – 1967
- Naslouchání – 1976
- Pobřeží – 1976
- Muž, který měl tři paže – 1982
- Chůze – 1984
- Hra o manželství – 1987
- Tři velké ženy – 1991
- Koza aneb Kdo je Sylvie? – 2002